# School 2013
School 2013 (Hangeul: 학교 2013; Hanja: 學校 2013; RR: 'Hakgyo 2013') est une série télévisée sud-coréenne. Elle a été diffusée entre le 3 décembre 2012 et le 28 janvier 2013 sur la chaîne de télévision KBS2.
La série suit les histoires d'une salle de classe du lycée Victory et décrit les luttes et les dilemmes auxquels font face les jeunes Coréens d'aujourd'hui, tels que l'intimidation, les suicides d'étudiants, la violence à l'école, la détérioration des relations entre enseignants, le tutorat privé et d'autres problèmes de la vie au lycée,.

## Distribution
Enseignants
- Jang Nara : Jung In-jae, professeur titulaire
- Choi Daniel : Kang Se-chan, ancien conférencier supérieur
- Um Hyo-sup : Uhm Dae-woong, professeur de mathématiques
- Park Hae-mi : Im Jung-soo, principal
- Lee Han-wi : Woo Soo-chul, directeur adjoint
- Oh Young-shil : Yoo Nan-hee, professeur d'éthique
- Yoon Joo-sang : Jo Bong-soo, professeur de gymnastique
- Kwon Nam-hee : Kwon Nam-hee
- Kim Yun-ah : Kim Yun-ah
- Lee Won-suk comme Kim Dae-soo

Étudiants
- Lee Jong-suk : Go Nam-soon
- Park Se-young : Song Ha-Gyeong
- Ryu Hyoyoung : Lee Kang-joo
- Kim Woo-bin : Park Heung-soo
- Gil Eun-hye : Gil Eun Hye
- Kwak Jung-wook : Oh Jung-ho
- Choi Chang-yub : Kim Min-ki
- Kim Young-choon : Byun Ki-duk
- Kim Dong-suk : Kim Dong-suk
- Jeon Soo-jin : Kye Na-ri
- Shin Hye-sun : Shin Hye-sun
- Kim Chang-hwan : Han Young-woo
- Lee Ji-hoon : Lee Ji-hoon
- Lee Yi-Kyung : Lee Yi-Kyung
- Jung Yun-joo
- Ahn Ji-hyun : Ahn Ji-hyun